# Simtek S951
La Simtek S951 è una monoposto di Formula 1, costruita dalla scuderia Simtek per partecipare al campionato mondiale di Formula 1 1995. 
Seconda ed ultima monoposto del team britannico, fu progettato dall'ingegnere Nick Wirth, è un'evoluzione della Simtek S941 della stagione precedente.

## Stagione
La S951 era molto più competitiva della S941, con Jos Verstappen e Domenico Schiattarella che hanno portato la vettura al traguardo in diverse occasioni. Verstappen è stato in grado di qualificare l'auto a centro gruppo in diverse gare, il suo miglior risultato è stato il quattordicesimo posto in Argentina, anche se ha terminato solo una gara a causa dell'inaffidabilità della trasmissione. La sua migliore prestazione in gara è arrivata nello stesso Gran Premio, dove ha corso al sesto posto fino a quando il suo cambio non si è rotto. Schiattarella, tuttavia, è arrivato alla fine segnando il miglior piazzamento della squadra con il nono posto.
Wirth ha rivelato al round di Monaco, dove entrambi i piloti non sono riusciti a prendere il via, che nei diciotto mesi di vita la squadra aveva accumulato  6 milioni di £ di debiti, in parte a causa di un accordo che non si è concretizzato con un truffatore. Wirth ha deciso di non recarsi al Gran Premio del Canada nella speranza di assicurarsi la sponsorizzazione per il successivo round in Francia, ma non è riuscito. La squadra è fallita e non ha più gareggiato. Il telaio è stato venduto in un'asta nel luglio 1995, con il telaio di Verstappen venduto per 18 000 £ e quello di Schiattarella per 16 000 £. La S951 non è stata utilizzata dal 1995 al 2006, ma due esemplari sono stati utilizzati nel campionato EuroBOSS 2007, con Paul Smith e Peter Alexander alla guida del telaio.

## Piloti
| Piloti ufficiali       | Piloti ufficiali               | Piloti ufficiali |
| Nazione                | Nome                           | Numero           |
| ---------------------- | ------------------------------ | ---------------- |
| Italia (bandiera)      | Domenico "Mimmo" Schiattarella | 11               |
| Paesi Bassi (bandiera) | Johannes "Jos" Verstappen      | 12               |
| Piloti di riserva      |                                |                  |
| Nazione                | Nome                           | Nome             |
| Giappone (bandiera)    | Hideki Noda                    | Hideki Noda      |

## Risultati in Formula 1
| Anno | Team            | Motore          | Gomme | Piloti        |     |     |     |    |    |  |  |  |  |  |  |  |  |  |  |  |  | Punti | Pos. |
| ---- | --------------- | --------------- | ----- | ------------- | --- | --- | --- | -- | -- |  |  |  |  |  |  |  |  |  |  |  |  | ----- | ---- |
| 1995 | MTV Simtek Ford | Ford EDB 3.0 V8 | G     | Schiattarella | Rit | 9   | Rit | 15 | NP |  |  |  |  |  |  |  |  |  |  |  |  | 0     | 13º  |
| 1995 | MTV Simtek Ford | Ford EDB 3.0 V8 | G     | J.Verstappen  | Rit | Rit | Rit | 12 | NP |  |  |  |  |  |  |  |  |  |  |  |  | 0     | 13º  |

| Legenda | 1º posto     | 2º posto | 3º posto    | A punti         | Senza punti/Non class.  | Grassetto – Pole position Corsivo – Giro più veloce |
| Legenda | Squalificato | Ritirato | Non partito | Non qualificato | Solo prove/Terzo pilota | Grassetto – Pole position Corsivo – Giro più veloce |